# フランソワ・バロワン
フランソワ・バロワン（フランス語：François Baroin、1965年6月21日 - ）は、フランスの政治家。予算担当大臣、経済・産業・雇用大臣を歴任し、現在はトロワ市長を務めている。

## 経歴
1965年6月21日にパリに誕生する。フランスの政界においては、長年に渡りジャック・シラクを支持してきた。2007年フランス大統領選挙の有力候補であるニコラ・サルコジが大統領選挙に傾注することを理由に内務大臣の辞任を表明し、サルコジの後任として就任した。
サルコジが大統領に当選した事でフランソワ・フィヨン内閣が成立すると、ミシェル・アリヨマリ前国防大臣に内務大臣職を譲る。
ジャーナリストのマリー・ドラッカーと交際していたが別れ、2008年より女優ミシェル・ラロックと交際している。